# Fat Bottomed Girls
Fat Bottomed Girls (en español: "chicas de caderas anchas") el primer sencillo de la mano de Bicycle Race del álbum de Jazz realizado en 1978 por la banda de rock británica Queen.
Fue escrita por el guitarrista de Queen, Brian May, y fue una de las pocas canciones de ellos tocada en una afinación alternativa comúnmente llamada "Drop D".
Fat Bottomed Girls fue realizado como un doble lado A junto con Bicycle Race, en ambas canciones se hacían referencia una sobre la otra.